# Кошари Нові
Но́ві Коша́ри — пасажирський залізничний зупинний пункт Рівненської дирекції Львівської залізниці.
Розташований за кількасот метрів від села Перевісся, Ковельського району, Волинської області на лінії Ковель — Ягодин між станціями Ковель (17 км) та Мацеїв (8 км).
Станом на лютий 2019 року щодня три пари дизель-потягів прямують за напрямком Ковель-Пасажирський — Ягодин.